# Тавричанка (Україна)
Таврича́нка — село в Україні, центр Тавричанської сільської громади Каховського району Херсонської області. Населення становить 1991 осіб.

## Історія
З 1917 — у складі УНР. 1929 комуністичний режим почав незаконні конфіскації майна та насильну колективізацію. 1932 влада почала терор голодом, жертвами якого стали переважно діти й підлітки. У селі також зафіксовано факти полювання на дітей та людоїдства.
1941 сталінська влада утекла із села. 1944 повернулася.
05.02.1965 Указом Президії Верховної Ради Української РСР передано Тавричанську сільраду Чаплинського району до складу Каховського району.
З 24 лютого 2022 року село тимчасово окуповане рашистами.